# Lila Kedrova
Lila Kedrova (em russo:  Ли́ля Кедро́ва) (Petrogrado, Rússia, 9 de outubro de 1918 - Sault Ste. Marie, Ontário, Canadá, 16 de fevereiro de 2000) foi uma atriz russa, naturalizada francesa.

## Biografia
Embora nascida na Rússia, passou a maior parte de sua vida na França.
Em 1932, entrou para a Companhia do Moscow Art Theatre. Em seguida, começou sua carreira no cinema, principalmente no cinema francês, até sua primeira aparição em filme de língua inglesa em 1964 como Madame Hortense em Zorba, o Grego. Com esse desempenho, ganhou o Oscar de melhor atriz coadjuvante. Então ela passou a interpretar uma série de senhoras extravagantes ou excêntricas em vários filmes de Hollywood.
Em 1983 ela reprisou o papel de Madame Hortense na versão musical da Broadway de Zorba, o Grego, ganhando tanto o Tony Award de melhor atriz em musical quanto o Drama Desk Award. Em 1989, ela interpretou Madame Armfeldt na nova versão londrina de A Little Night Music.
Lila Kedrova morreu em sua casa de verão em Sault Ste. Marie, Ontário, Canadá de pneumonia depois de uma longa batalha contra o Mal de Alzheimer.

## Filmografia
| Ano  | Filme                                             | Papel                     | Notas                                                                               |
| ---- | ------------------------------------------------- | ------------------------- | ----------------------------------------------------------------------------------- |
| 1938 | Ultimatum                                         | Irina                     | como Lila Kédrova                                                                   |
| 1953 | Weg ohne Umkehr                                   | Ljuba                     |                                                                                     |
| 1954 | Le Défroqué                                       |                           | não creditada                                                                       |
| 1954 | Le Grand jeu                                      | Rose                      |                                                                                     |
| 1955 | Les Impures                                       | Madame Denis, a porteira  |                                                                                     |
| 1955 | Les Chiffonniers d'Emmaüs                         | Le femme de Bastien       | não creditada                                                                       |
| 1955 | Des gens sans importance                          |                           |                                                                                     |
| 1955 | Futures vedettes                                  | Mãe Sophie                |                                                                                     |
| 1955 | Razzia sur la Chnouf                              | Léa                       |                                                                                     |
| 1956 | Calle Mayor                                       |                           |                                                                                     |
| 1957 | Jusqu'au dernier                                  | Marcella Bastia           |                                                                                     |
| 1957 | Ce joli monde                                     | Léa                       |                                                                                     |
| 1958 | Les Amants de Montparnasse (Montparnasse 19)      | Mme. Sborowsky            |                                                                                     |
| 1959 | Mon pote le gitan                                 | La Choute                 |                                                                                     |
| 1959 | Jons und Erdme                                    |                           |                                                                                     |
| 1959 | La Femme et le pantin                             | Manuel                    |                                                                                     |
| 1963 | Kriss Romani                                      |                           |                                                                                     |
| 1964 | La Mort d'un tueur                                |                           |                                                                                     |
| 1964 | Zorba, o Grego                                    | Madame Hortense           | Oscar de melhor atriz coadjuvante Nominada - BAFTA Nominada - Prêmios Globo de Ouro |
| 1965 | A High Wind in Jamaica                            | Rosa, Dona do Tampico Bar |                                                                                     |
| 1966 | Torn Curtain                                      | Condessa Kuchinska        |                                                                                     |
| 1966 | Penelope                                          | Sadaba                    |                                                                                     |
| 1967 | Maigret à Pigalle                                 | Rise                      |                                                                                     |
| 1967 | Le Canard en fer-blanc                            | Rosa                      |                                                                                     |
| 1968 | Les Amants de Montparnasse                        |                           |                                                                                     |
| 1969 | Il Suo modo di fare                               | Mãe de Yolanda            |                                                                                     |
| 1970 | The Kremlin Letter                                |                           |                                                                                     |
| 1971 | A Time for Loving                                 | Madame Olga Dubillard     |                                                                                     |
| 1972 | Rak                                               | Mãe de David              |                                                                                     |
| 1972 | Escape to the Sun                                 | Sarah Kaplan              |                                                                                     |
| 1974 | Soft Beds, Hard Battles                           |                           |                                                                                     |
| 1974 | Alla mia cara mamma nel giorno del suo compleanno |                           |                                                                                     |
| 1975 | Il Medaglione insanguinato                        | Condessa Cappelli         |                                                                                     |
| 1975 | Eliza's Horoscope                                 | Lila                      |                                                                                     |
| 1975 | Le Orme                                           | Mulher velha na praia     |                                                                                     |
| 1976 | The Tenant                                        | Madame Gaderian           | A inquilina                                                                         |
| 1977 | Moi, fleur bleue                                  | Condessa de Tocqueville   |                                                                                     |
| 1977 | Nido de viudas                                    | Mãe                       |                                                                                     |
| 1978 | Le Paradis des riches                             | Camille Chevallier        |                                                                                     |
| 1979 | Le Cavaleur                                       | Olga                      |                                                                                     |
| 1979 | Les Égouts du paradis                             | Charlotte                 |                                                                                     |
| 1979 | Clair de femme                                    | Sonia                     |                                                                                     |
| 1980 | Tell Me a Riddle                                  |                           | Prêmio Golden Mask                                                                  |
| 1981 | Il Turno                                          | Maria                     |                                                                                     |
| 1982 | Blood Tide                                        | Irmã Anna                 |                                                                                     |
| 1983 | Testament                                         |                           | não creditada                                                                       |
| 1984 | Sword of the Valiant                              | Senhora de Lyonesse       |                                                                                     |
| 1988 | Some Girls                                        | Granny                    |                                                                                     |
| 1991 | A Star for Two                                    |                           |                                                                                     |
| 1994 | La Prossima Volta il Fuoco                        | Mãe                       |                                                                                     |